# 와시오 겐야
와시오 겐야(鷲尾賢也, 1944년 7월 13일~2014년 2월 10일)는 일본의 편집자이자 작가이다.

## 경력

### 고단샤 입사
1944년 도쿄도 태어났으며, 게이오기주쿠 대학 경제학부를 졸업하였다. 졸업후에 2년간 캐논 주식회사에서 근무하다가 1969년 고단샤에 입사했다.

### 저서
주간 겐다이(週間 現代)편집부를 거쳐 《고단샤 현대신서》, 홍보지 《책》(本)편집장등을 역임하였다. 《일본의 역사 》26권 전집, 단행본 시리즈 《선서 메치에》등을 기획하였으며, 2003년 퇴사하였다. 현재 고단샤 고문으로 일하면서 시인으로 활동하고 있다. 대표적인 저서로는 40년간의 편집과 기획노하우를 책으로 묶은 《편집이란 어떤 일인가》(한국출판마케팅연구소)가 있다.